# Scottons
Scottons est un hameau de Haut-Fays, dans l'Ardenne belge, en province de Luxembourg (Belgique). Administrativement il fait aujourd'hui partie de la commune de Daverdisse située en Région wallonne. Avant la fusion des communes de 1977, Scottons faisaient partie de la commune de Haut-Fays

## Situation
Ce hameau d'Ardenne à l'habitat assez dispersé se trouve à l'orée d'importants espaces forestiers (le Bois de Saint-Remacle).
Il est traversé par la route nationale 835 qui sort en ligne droite du village de Haut-Fays en direction de Fays-Famenne et de Wellin. En plus de la RN 835 (appelée localement 'rue de Wellin'), le hameau est composé des chemins du Lavoir, de Rys de Bissu, de Goubierdure, de Monseufoy, de la Haie des Larrons et de la Briqueterie où se trouve le parc à conteneurs.